# Francesco Pezzi
Francesco Pezzi (Venetië, 18 september 1780 – Milaan, 30 januari 1831) was een Italiaans journalist in Milaan, achtereenvolgens in het Napoleontische koninkrijk Italië en het Oostenrijkse koninkrijk Lombardije-Venetië.

## Levensloop

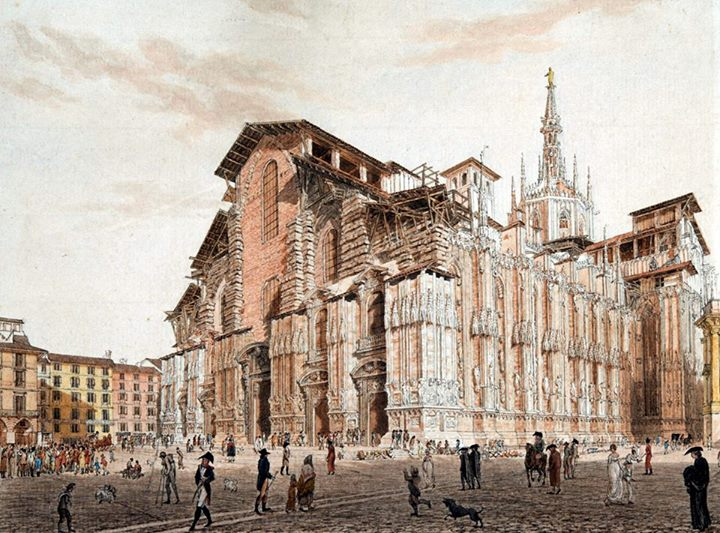
Milaan circa 1800

Pezzi groeide op in Venetië, hoofdstad van de gelijknamige republiek. Zijn familie was er een van handelaars in de dogenstad. Na de val van de republiek (1797) geraakte de carrière van Pezzi in het slop. De Fransgezinde Pezzi verhuisde naar Parijs. Nadien trok Pezzi naar Milaan (1808) wanneer deze onder Napoleontisch bestuur stond.
In Milaan richtte Pezzi de Fransgezinde krant Corriere op. Met de val van Napoleon en de intrede van de Oostenrijkers in Milaan (1814) moest de krantenuitgeverij dicht. Pezzi’s politieke overtuiging werd pro-Oostenrijks. Hij lanceerde de krant Gazzetta di Milano (1816), die hij leidde tot zijn dood (1831). Deze krant publiceerde ambtelijke berichten naast ander nieuws. Daarnaast bekritiseerde de krant Italiaanse nationalisten, romantici en aanhangers van het irredentisme. Dit werd Pezzi niet in dank afgenomen.